# لورنس دي هان
لورنس دي هان (بالهولندية: Laurens de Haan)‏ هو رياضياتي واقتصادي وأستاذ جامعي هولندي، ولد في 15 يناير 1937 في روتردام في هولندا.